# Liste de ponts de l'Ardèche

## Ponts de longueur supérieure à 100 m
Les ouvrages de longueur totale supérieure à 100 mètres du département de l'Ardèche sont classés ci-après par gestionnaires de voies.

## Ponts de longueur comprise entre 50 m et 100 m
Les ouvrages de longueur totale comprise entre 50 et 100 mètres du département de l'Ardèche sont classés ci-après par gestionnaires de voies.

### Routes départementales
Pont en pierre sur la rivière La Langougnole entre Coucouron et Lachapelle Graillouse (1 arche)
Pont en pierre sur le fleuve La Loire entre Lachapelle Graillouse et Le Lac d'Issarlès (plusieurs arches)

## Ponts présentant un intérêt architectural ou historique
Les ponts de l'Ardèche inscrits à l’inventaire national des monuments historiques sont recensés ci-après.
- Pont de la Calade - Alba-la-Romaine - XIXe siècle
- Pont du Largelas - Aubignas - XIXe siècle
- Pont du Gua sur la Beaume - Beaumont - XVe siècle ; XVIe siècle
- Vieux Pont sur la Doux - Boucieu-le-Roi
- Pont sur le Chassezac - Chambonas - XIIIe siècle
- Vieux Pont sur le Doux - Colombier-le-Vieux
- Pont sur l'Ouveze - Coux
- Pont romain - Le Pouzin - IIe siècle
- Pont d'Ouvèze - Privas
- Pont suspendu sur la Cance Quintenas - XIXe siècle
- Pont de Rochemaure - Rochemaure - XIXe siècle
- Pont suspendu sur l'Eyrieux (ancien) - Saint-Fortunat-sur-Eyrieux - XIXe siècle
- Pont sur le Doux dit le Grand Pont - Saint-Jean-de-Muzols - XIVe siècle ; XVe siècle
- Pont - Saint-Thomé - XVIIe siècle
- Pont du Gua sur la Baume  - Sanilhac
- Pont suspendu - Le Teil - XIXe siècle ; XXe siècle
- Passerelle Seguin - Tournon-sur-Rhône - XIXe siècle
- Pont sur le Doux dit le Grand Pont - Tournon-sur-Rhône - XIVe siècle ; XVe siècle
- Pont suspendu sur la Cance dit Pont du Moulin (ancien)  - Vernosc-lès-Annonay - XIXe siècle
- Pont de Viviers - Viviers - XIXe siècle
- Pont du Robinet ou pont de Donzère - Viviers - XIXe siècle
- Pont Romain - Viviers - IIe siècle ; IIIe siècle ; XVIe siècle ; XVIIe siècle ; XVIIIe siècle ; XIXe siècle ; XXe siècle
- Pont romain franchissant l'Escoutay - Viviers - Antiquité

## Sources
Base de données Mérimée du Ministère de la Culture et de la Communication.

### Articles de Wikipédia
- Ponts de France
- Ardèche (département)
- Transports en Ardèche

### Lire
Yves Morel, Le département aux 2200 ponts, Privas, Archives départementales de l'Ardèche, 1999